# Černá (okres Žďár nad Sázavou)
Černá (dříve Černé, německy Tscherna) je obec v okrese Žďár nad Sázavou v Kraji Vysočina. Žije zde 311 obyvatel.

## Historie
První písemná zmínka o obci pochází z roku 1464, kdy ves založili benediktini na pozemcích jejich třebíčského kláštera. Nazvali jej podle nedalekého lesa „Černá“. V roce 1556 ji se zákupní rychtou získal Vratislav II. z Pernštejna, mezi další vlastníky patřili: v roce 1577 Jan Stránecký ze Stránec a poté Václav Chroustenský z Malovar, roku 1620 Pavel Mošovský z Moravěřína. V období let 1624–1918 osadu považoval za svou italský knížecí rod Collalto. V letech 1869-1880 spadala pod Černou obec Jersín.

## Pamětihodnosti
- zámek Černá – architektonická dominanta obce, vystavěn v renesančním stylu koncem 16. století[5]
- socha sv. Jana Nepomuckého – stojící před bývalou fořtovnou, pochází z roku 1622

V obci stojí kaple svatého Antonína postavená v roce 2006 podle návrhu architektonické kanceláře Kuba & Pilař architekti.

## Obyvatelstvo
| Rok            | 1850 | 1869 | 1880 | 1890 | 1900 | 1910 | 1921 | 1930 | 1950 | 1961 | 1970 | 1980 | 1991 | 2001 |
| Počet obyvatel | 429  | 585  | 615  | 596  | 581  | 587  | 611  | 568  | 492  | 459  | 422  | 401  | 325  | 310  |

## Osobnosti
- Bohuslav Milostný (1882–1945), řídící učitel školy v Černé a odbojář

## Části obce
- Černá
- Milíkov